# Ingrid Newkirk
Ingrid Elizabeth Newkirk (nascuda l'11 de juny de 1949) és una activista del benestarisme animal britànica, presidenta de People for the Ethical Treatment of Animals (PETA), l'organització més gran del món per als drets dels animals. És autora de diverses obres entre els quals destaquen: Making Kind Choices (2005) i The PETA Practical Guide to Animal Rights: Simple Acts of Kindness to Help Animals in Trouble (2009). Newkirk hat treballat per al moviment de protecció dels animals des del 1972. Sota el seu lideratge durant la dècada de 1970, com a primera dona lliuradora del districte de Columbia, es va aprovar la legislació per crear la primera clínica esterilitzadora a Washington, DC, també va promoure un programa d'adopció amb finançament públic de serveis veterinaris, que la va portar ser escollida entre els Washingtonians de l'Any de 1980. Es atea.
Newkirk, va fundar PETA el març del 1980 amb el seu company activista pels drets dels animals Alex Pacheco. Van arribar a l'atenció pública el 1981, durant el que es va conèixer com el cas dels Silver Spring Monkeys, quan Pacheco va fotografiar 17 macacs d'experimentació a l'Institute of Behavioral Research de Silver Spring, Maryland. El cas va provocar la primera batuda policial als Estats Units contra un laboratori d'investigació animal i una modificació el 1985 de la llei de benestar animal. Des de llavors, Newkirk ha dirigit campanyes per aturar l'ús d'animals en proves de xoc, i ha convençut les empreses en deixar de provar cosmètics en animals També ha pressionat per obtenir més estàndards de benestar de la indústria càrnia, i ha organitzat investigacions encobertes que han conduït a sancions governamentals contra empreses, universitats., i animadors que feien servir animals en els seus espectacles. És coneguda, en particular, per les trucades mediàtiques que organitza per cridar l'atenció sobre qüestions de protecció dels animals. En el seu testament, per exemple, ha demanat que la seva pell es converteixi en carteres, els peus en paraigües i la carn en "Newkirk Nuggets", per després fer-la a la brasa a la barbacoa. "Som una premsa prostituïda completa", va dir a The New Yorker el 2003: "És la nostra obligació. No valdríem res si fóssim educats i no féssim onades ".
Tot i que PETA adopta un enfocament gradualista per millorar el benestar dels animals, Newkirk segueix apostant per acabar amb l'ús dels animals i la idea que, com diu l'eslògan de PETA, “els animals no són nostres per menjar, portar, experimentar o utilitzar per entreteniment”. Alguns abolicionistes dels drets dels animals, sobretot Gary Francione, han criticat PETA i han anomenat a aquest i a altres grups "els nous benestaristes". Simultànaiment, membres del moviment de defensa dels animals han respost que la posició de Francione és innecessàriament divisiva. Newkirk també ha estat criticada pel seu suport a les accions dutes a terme en nom del Front d'Alliberament Animal. La posició de Newkirk és que el Moviment d'alliberament animal és revolucionari i que els "pensadors poden preparar revolucions, però els bandits han de dur-les a terme". El mateix PETA, però, "manté un credo de no-violència i no propugna accions en les quals qualsevol persona, humana o no humana, sigui ferida". Newkirk i PETA també han estat criticades per haver eutanatsiat molts dels animals portats als refugis de PETA, incloses mascotes sanes, i per la seva oposició a tota la noció de mascotes. Lla seva postura que "No hi ha cap base racional per dir que un ésser humà té drets especials. Una rata és un porc és un gos és un nen ", a més de veure aparentment l'erradicació com un objectiu. PETA ha respost a aquesta línia de crítica.

## Trajectòria amb PETA

### Fundació de PETA

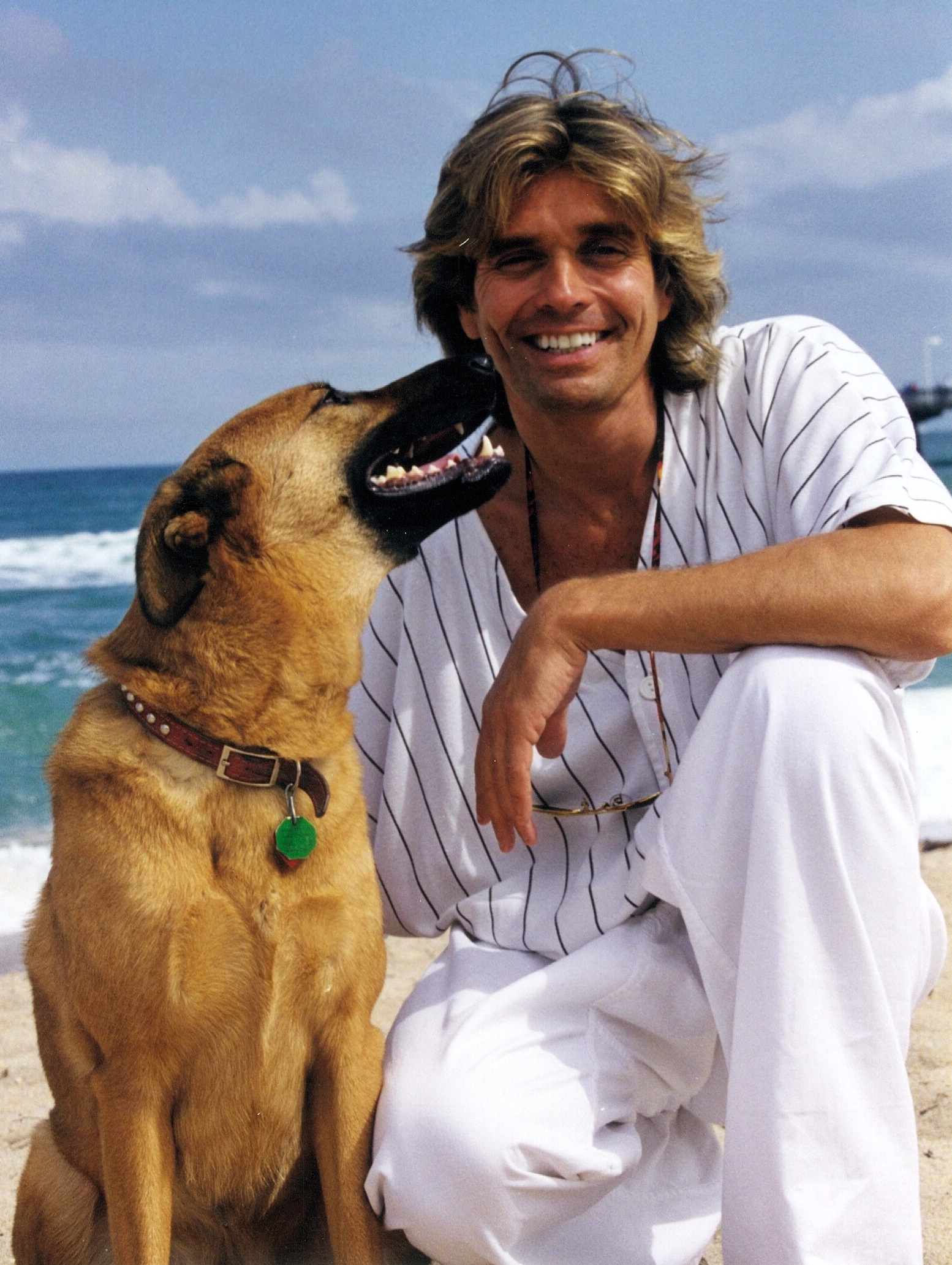
Alex Pacheco

El 1980, Newkirk va conèixer Alex Pacheco en un refugi de D.C. on treballava com a voluntari. Va ser Pacheco qui va introduir Newkirk en el concepte de drets dels animals. Pacheco li va obsequiar amb una còpia de l'obra de Peter Singer Animal Liberation (1975). Singer havia expressat en paraules el que havia sentit intuïtivament durant molt de temps, i va anomenar Pacheco "Alex l'Abdul", un nom donat als missatgers de les històries musulmanes.
El concepte de drets dels animals era en aquella època gairebé inèdit als EUA. El moviment modern pels drets dels animals s'havia iniciat a Anglaterra vuit anys abans, el 1972, quan un grup d'erudits de la Universitat d'Oxford, en particular filòsofs, havia promogut la idea que la discriminació contra les persones, segons la seva espècie, és tan irracional com la discriminació per raça o sexe. Al març de 1980, Newkirk i Pacheco van decidir formar un grup per educar el públic nord-americà sobre aquestes idees, que consistia en un principi en allò que Newkirk anomenava "cinc persones en un soterrani". La parella també es va enamorar i va començar a conviure, tot i que eren molt diferents. Newkirk era més gran, pràctica i molt organitzada, mentre que Pacheco passava el seu temps com a pintor gaudint i fent una vida vegetariana.

### El cas dels micos Silver Spring
El cas dels micos Silver Spring, una controvèrsia de recerca sobre animals que va durar deu anys, va transformar PETA d'un grup amb Newkirk i Pacheco i un petit grup d'amics en un moviment internacional.
A mitjan 1981, Pacheco va treballar com a voluntari al Institute of Behavioral Research a Silver Spring (Maryland), de manera que ell i Newkirk tinguessin coneixements de primera mà sobre els que fonamentar les seves campanyes. Edward Taub, psicòleg, hi treballava amb 17 micos d'experimentació. Aquest els havia tallat ganglis espinals que els proporcionaven nervis als braços i les cames, i després utilitzava restriccions físiqyes, descàrregues elèctriques i retencions d'aliments per obligar-los a utilitzar les extremitats. La idea era veure si es podia induir als micos a utilitzar membres que no podien sentir.

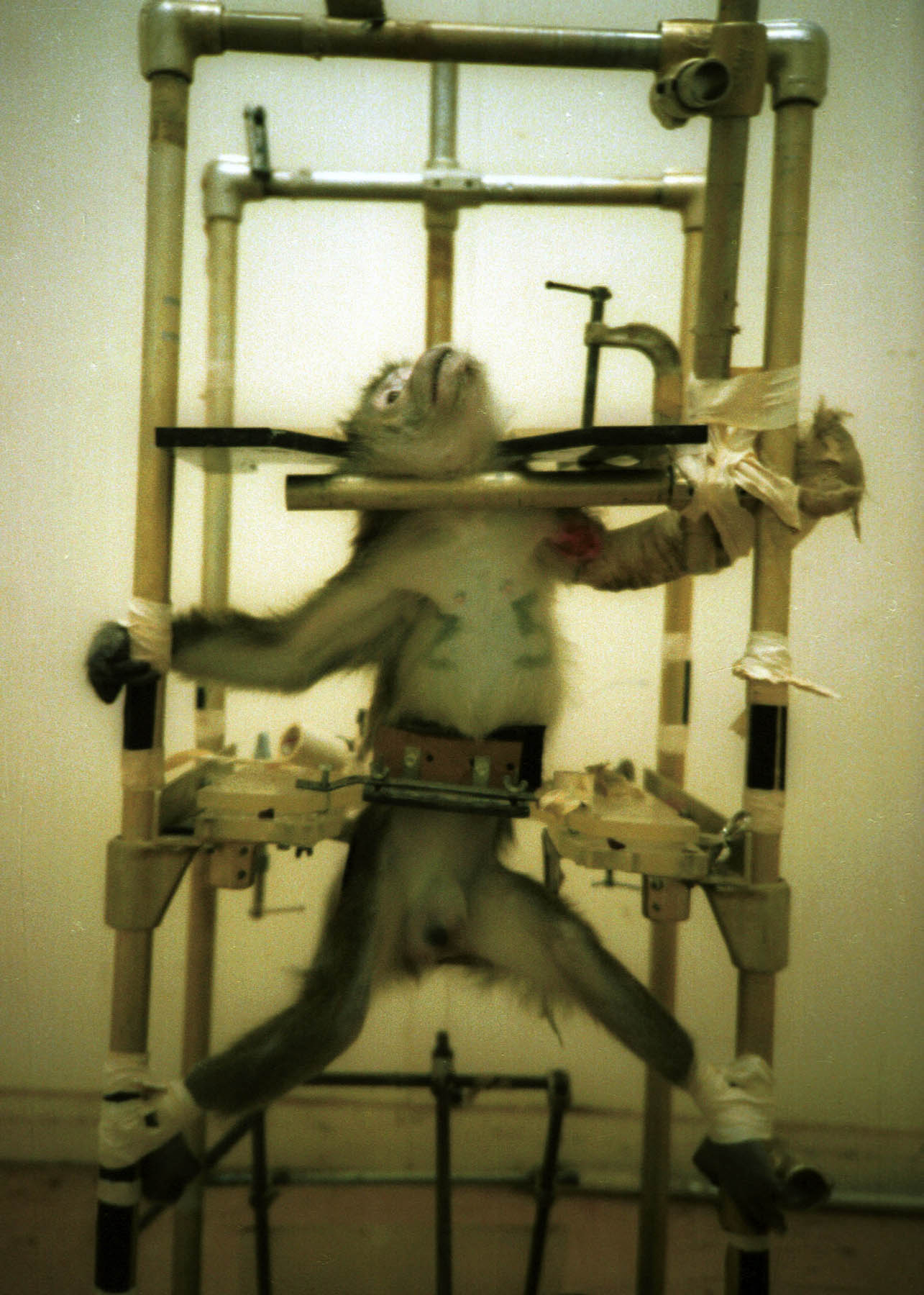
Un dels micos de Silver Spring en una cadira de subjecció

Pacheco va anar repetidament al laboratori a la nit per fer fotografies i escoltar científics, inclosos veterinaris i un primatòleg, per assegurar el seu testimoni. Newkirk estava ajaguda al seient del darrere d'un cotxe a l'exterior, amagada sota una gran caixa de cartró amb forats pels ulls, utilitzant un walkie-talkie d'una botiga de joguines per alertar Pacheco si algú més entrava a l'edifici. Les condicions de vida dels micos documentades per Pacheco van ser gràficament inquietants. Després d'haver recopilat les proves, Newkirk i Pacheco van alertar la policia, que va entrar al laboratori, va retirar els micos, acusant Taub de 113 delictes de crueltat envers els animals, i de sis de no haver proporcionat l'atenció veterinària adequada. Taub va afirmar que Newkirk i Pacheco li havien parat una trampa mentre estava de vacances i que diverses de les fotografies s'havien manipulat. El jutge va declarar Taub culpable de sis delictes de crueltat contra els animals per no haver proporcionat una atenció veterinària adequada i amb una multa de 3.000 dòlars. En un judici posterior amb jurat es van desestimar cinc d'aquests càrrecs, i el sisè va ser anul·lat en apel·lació a causa d'un tecnicisme. El National Institutes of Health, que havia finançat la investigació de Taub, es trobava entre els científics i altres professionals que criticaven les condicions en què Taub havia mantingut els micos, tot i que el NIH va revertir més tard la seva decisió quan es van anul·lar els càrrecs contra el científic.
Newkirk i Pacheco es van trobar empesos de la nit al dia a la vista del públic. Les imatges dels animals empresonats van esdevenir icòniques després que el Washington Post en publiqués una a la seva primera pàgina. Va ser la primera incursió policial contra un centre d'investigació d'animals als EUA i la primera condemna (posteriorment anul·lada) d'un investigador que feia recerca amb animals. La controvèrsia va portar a una modificació de la Llei de benestar animal del 1985, es va convertir en el primer cas sobre drets dels animals que es va conèixer davant del Tribunal Suprem dels Estats Units, i va promoure PETA com un grup internacionalment conegut pels drets dels animals, amb Newkirk com la seva presidenta.

### Actitud sobre el Front d'Alliberament Animal
Newkirk ha estat criticada per donar a conèixer les accions dutes a terme en nom del Front d'Alliberament d'Animals (FAA). Havia recolzat els objectius de l'FAA, argumentant que "Fins que els manifestants negres van recórrer a la violència, el govern nacional no va treballar seriosament per a la legislació de drets civils ... El 1850 els abolicionistes blancs, després d'haver renunciat als mitjans pacífics, van començar a animar i participar en accions això va interrompre les operacions de plantació i l'alliberament d'esclaus. Va estar tot fet malament?"
Dono suport a la liberació d'animals de la mateixa manera que hauria recolzat la sortida d'esclaus humans, treball infantil, esclaus sexuals, etc. Però no suporto la crema. No admeto l'incendi. Preferiria que aquests edificis no estiguessin dempeus, així ho entenc a cert nivell. Simplement no m'agrada aquesta idea. Potser això és un desig personal, perquè no vull que aquests edificis estiguin en peu si faran mal a algú. I l'ALF mai ha fet mal als ratolins ni a les eugues.
Ha estat acusada d'haver tingut coneixement previ d'una acció del FAA. Durant el procés contra Rod Coronado de 1995, en relació amb un atac incendiari a la Michigan State University (MSU). El fiscal nord-americà Michael Dettmer va al·legar que Newkirk havia acordat, abans de l'atac, que Coronado li enviava els documents robats de la universitat i un cinta de vídeo de l'acció.

## Obra
- Animalkind: Remarkable Discoveries About Animals and Revolutionary New Ways to Show Them Compassion. Co-author Gene Stone, Simon & Schuster, January 2020, ISBN 978-1501198540
- The PETA Practical Guide to Animal Rights - Simple Acts of Kindness to Help Animals in Trouble. St. Martin's Griffin, May 2009, ISBN 978-0-312-55994-6
- One Can Make a Difference: Original stories by the Dalai Lama, Paul McCartney, Willie Nelson, Dennis Kucinich, Russell Simmons, Brigitte Bardot ... . Co-author Jane Ratcliffe, Adams Media (September 17, 2008)ISBN 1-59869-629-7
- Let's Have a Dog Party!: 20 Tail-wagging Celebrations to Share With Your Best Friend. Adams Media Corporation, October 2007. ISBN 1-59869-149-X
- 50 Awesome Ways Kids Can Help Animals. Warner Books, November 1, 2006. ISBN 0-446-69828-8
- Making Kind Choices: Everyday Ways to Enhance Your Life Through Earth- and Animal-Friendly Living. St. Martin's Griffin, January 1, 2005. ISBN 0-312-32993-8
- Peta 2005 Shopping Guide For Caring Consumers: A Guide To Products That Are Not Tested On Animals. Book Publishing Company (TN), October 30, 2004. ISBN 1-57067-166-4
- Speaking Up For the Animals. DVD, PETA, June 1, 2004.
- Animal Rights Weekend Warrior. Lantern Books, March 1, 2003. ISBN 1-59056-048-5
- Free the Animals: The Story of the Animal Liberation Front. Lantern Books, 2000, ISBN 1-930051-22-0
- You Can Save the Animals: 251 Simple Ways to Stop Thoughtless Cruelty. Prima Lifestyles (January 27, 1999) ISBN 0-7615-1673-5
- 250 Things You Can Do to Make Your Cat Adore You. Fireside, May 15, 1998. ISBN 0-684-83648-3
- Compassionate Cook: Please don't Eat the Animals. Warner Books, July 1, 1993. ISBN 0-446-39492-0
- Kids Can Save the Animals: 101 Easy Things to Do. Warner Books, August 1, 1991. ISBN 0-446-39271-5
- A chapter of Lisa Kemmerer's anthology Sister Species: Women, Animals, and Social Justice, May 23, 2011. ISBN 978-0-252-07811-8[24]